# ジャック・レア
ジャック・レア（Jack Rea、1990年8月8日 - ）は、イギリスのリバプール出身のプロレスラー。WWEではリップ・ファウラー（Rip Fowler）のリングネームで活動していた。

## 来歴

### NXT UK
ギブソンは、ジェームス・ドレイクとチームを組み、チーム名をグリズルド・ヤング・ヴェテランスとした。ギブソンは、WrestleMania Axxessに参加することが発表されたが、最初のラウンドでマーク・アンドリュースに敗北。Axxessの4日目に、グリズルド・ヤング・ヴェテランスは、ハーヴィー・マシナリーと対戦し、プログレスタッグチーム王座を保持。この日、レスリング・オブザーバーによって、ギブソンがWWEと契約したことが明らかになった。
2018年5月16日、ギブソンは次のNXT・ユナイテッドキングダム王座トーナメントに参加した。ギブソンは、第1ラウンドでアミール・ジョーダンを破った。第2ラウンドで"ジェントルマン" ジャック・ギャラガーを破った。準々決勝でフラッシュ・モーガン・ウェブスターを破った。その後、ギブソンは、決勝でトラビス・バンクスを破り、優勝。翌日、ギブソンは、王座である、ピート・ダンと対戦するも敗北。
2019年、 NXT UK TakeOver: Blackpoolのトーナメント決勝でムスタッシュ・マウンテンを破り、初代NXT UKタッグチーム王座になった。NXTテイクオーバーでマーク・アンドリュースとフラッシュ・モーガン・ウェブスターと対戦するも敗北し、タイトルを失った。9月11日、ドレイクとギブソンは再戦でアンドリュースとウェブスターに挑戦するも失敗。
その後、グリズルド・ヤング・ヴェテランスは、2020タッグチーム・ダスティ・ローデス・クラシックに出場。準々決勝でKUSHIDAとアレックス・シェリーを破り、準決勝で、アンディスピューテッド・エラに勝利するも、決勝でザ・ブロザーウェイツに敗れた。

### NXT
2020年2月19日、グリズルド・ヤング・ヴェテランスは、NXTへ移動。ラウル・メンドーサとホアキン・ワイルドを破り、NXTデビューを果たす。
2022年7月19日、グリズルド・ヤング・ヴェテランスは、ジョー・ゲイシーが作成したタッグチーム、スキズムに参加した。そしてリングネームを、リップ・ファウラーへと改名した。NXTスタンド & デリバーで、スキズムは、アンドレ・チェイス・ユニバーシティーと対戦したが、敗北。
そして、4月、タッグパートナーのジャガー・リードと共に、WWEを退団した。

## 獲得タイトル
5スターレスリング
- 5スター・リアルワールド王座 : 1回

アタック！レスリング
- アタック！24/7王座 : 1回（w /サム・ベイリー

ブリタニア レスリング プロモーション
- ワンナイトトーナメント優勝 : 1回
- PWI:BWP世界キャッチウェイト王座 : 1回

FSW
- FSW王座 : 3回
- FSWトロフィー・トーナメント (2015)
- ロット・サンダー・トーナメント (2013)

GPW
- GPW全英王座 : 2回
- GPW ヘビー級王座 : 1回

ICW
- ICWゼロG王座: 1回

NGW
- NGWタッグチーム王座：1回（w /サム・ベイリー

OTT
- OTTタッグチーム王座：1回（w / チャーリー・スターリング、シャ・サミュエルズ

プログレスリング
- プログレス・タッグチーム王座: 3回（w /ジェームス・ドレイク

WWE
- NXT UKタッグチーム王座 : 1回（w /ジェームス・ドレイク

## 入場曲
- On The Otherside
- Grit Your Teeth